# Центральный комитет Черноморского флота
Центральный комитет Черноморского флота (в различных источниках ЦКЧФ, ЦК ЧФ, Центрофлот, Черноморский Центрофлот) — коллегиальный орган управления Черноморским флотом во время революционных событий 1917 года и гражданской войны в России. Создан после реорганизации ранее действовавшего Центрального военного исполнительного комитета ЧФ (ЦВИК). Действовал на главной базе флота в Севастополе и в конце деятельности на ушедших в Новороссийск судах. Существовал с июля 1917 по июнь 1918 года. В ходе деятельности неоднократно менялись персональный состав, руководство и политическая направленность вместе с изменениями настроений матросской массы в ходе развития революции и начала Гражданской войны. Состав комитета избирался и держал отчёт перед Общечерноморским съездом. Всего состоялось два съезда.

## История

### Предыстория. Создание ЦВИК
4 марта 1917 года в Севастополе был создан Военный исполнительный комитет из матросов и солдат. 7 марта собрание командного состава Черноморского флота избрало офицерский комитет из девяти членов. Сразу же, в ночь на 8 марта, эти организации объединились, сформировав Центральный военный исполнительный комитет (ЦВИК). В ЦВИК должны были входить по корпоративному принципу 15 представителей от офицеров, 6 — от кондукторов, 45 — от матросов и солдат, 15 — от рабочих. По состоянию на 20 марта 1917 года в ЦВИК входили 15 делегатов-офицеров, 4 кондуктора, 25 солдат и матросов, 7 рабочих порта. Организация в целом признавала единоначалие командующего ЧФ адмирала А. В. Колчака в боевом управлении, но с самого начала между ними начались трения по различным другим вопросам.
27-30 марта 1917 года ЦВИК объединился с Советом рабочих и солдатских депутатов. Был сформирован президиум и семнадцать рабочих комиссий. Всего в новый орган вошли 163 депутата (бывшие члены ЦВИК и Совета солдатских и рабочих депутатов), из них 20 членов — от офицеров, избираемых на офицерском делегатском собрании Новый орган революционной власти получил название Севастопольский совет депутатов армии, флота и рабочих.
Недовольство курсом «война до победного конца» проявилось уже в реакции на Ноту Милюкова в апреле 1917 года. Несмотря на приход к власти социалистов в составе Временного правительства Первая мировая война продолжалась. При этом солдатская и матросская масса желала скорейшего окончания империалистической войны, что усиливалось успешной пропагандой в войсках эсеров, меньшевиков, большевиков и анархистов.

Часть матросов и большинство офицеров Черноморского флота заняли оборонческие позиции. 25 апреля 1917, сразу же по возвращении в Севастополь после заседания правительства и совещания командующих фронтами, командующий Колчак выступил в цирке Труцци на Делегатском собрании солдат и матросов гарнизона с докладом «Положение нашей вооружённой силы и взаимоотношения с союзниками». Осудив недостатки свергнутого государственного строя, который привёл «армию морально и материально в состояние крайне тяжёлое, близкое к безвыходному», командующий ЧФ не одобрил и неоправдавшиеся, по его мнению, надежды, возлагавшимся на революцию, которая должна была поднять боевой дух армии:
Армия и флот гибнут. Балтийский флот как вооружённая единица перестал существовать, в армии в любом месте противник может прорвать фронт и начать наступление на Петроград и Москву… Фронт разваливается, и шкурнические интересы торжествуют. Наш Черноморский флот — одна из немногих частей, сохранивших боеспособность; на него обращены взоры всей России… Черноморский флот должен спасти Родину!
ЦВИК было постановлено сформировать и направить на фронты и Балтийский флот делегацию для агитации за продолжение войны, которую возглавил «революционный оборонец» Фёдор Баткин, ранее не имевший отношения к флоту и зачисленный в него матросом 2-й статьи по личному указанию командующего. В делегацию вошли офицеры, кондукторы, матросы, солдаты, рабочие и делегаты от Совета депутатов, более чем двухсот человек. В середине мая к делегации присоединились ещё 100 человек. Средства были выделены из фонда командующего ЧФ. Делегация не добилась в агитации на фронтах долговременных существенных успехов, а вот доля лидеров матросской массы-оборонцев в Севастополе снизилась, между тем как антивоенная агитация большевиков усилилась, что привело к падению порядка и дисциплины..

### Смещение Колчака

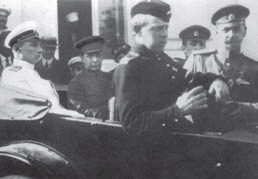
А. В. Колчак и А. Ф. Керенский в Севастополе, на переднем сидении председатель ЦИК Севсовета (бывшего ЦВИК) унтер-офицер авиации К. В. Сафонов. Май 1917

В мае между Колчаком и ЦВИК произошёл резкий конфликт по поводу ареста генерал-майора Н. П. Петрова, которого ЦВИК уличил в хищениях. Колчак не утвердил арест и выгнал пришедшую к нему делегацию. Тогда ЦВИК арестовал Петрова без санкции командующего флотом. 12 мая Колчак отправил Временному правительству телеграмму с описанием противостояния и просьбой заменить его другим лицом. Конфликт совпал по времени с публикацией Декларации прав солдата. 14 мая на созванном им Делегатском совещании Колчак подверг публичной критике деятельность солдатских комитетов, обвинив их в разложении армии и флота и подрыве дисциплины. Военный и морской министр А. Ф. Керенский (на тот момент уже называвшийся «главноуговаривающий»), прибыл 17 мая в Севастополь, на некоторое время уладил конфликт между ЦВИК и Колчаком.
Попытки Колчака восстановить дисциплину встречали противодействие рядового состава армии и флота. 3 июня участники митинга в полуэкипаже потребовали снятия со своих постов Колчака, начальника штаба М. И. Смирнова и ряда других офицеров. На митинге 5 июня матросы арестовали помощника командира Черноморского флотского экипажа полковника К. К. Грубера и вынесли постановление о сдаче офицерами холодного и огнестрельного оружия. Во избежание кровопролития, на следующий день Колчак отдал офицерам приказ сдать оружие. Когда пришла пора Колчаку самому сдавать оружие, он собрал на палубе «Георгия Победоносца» его команду и заявил, что офицеры всегда хранили верность правительству и поэтому разоружение для них является тяжёлым и незаслуженным оскорблением, которое он сам не может не принять на свой счёт: «С этого момента я командовать вами не желаю и сейчас же об этом телеграфирую правительству». Свою наградную саблю он кинул в море.
6 июня Колчак направил Временному правительству телеграмму с сообщением о произошедшем бунте и о том, что в создавшейся обстановке он не может более оставаться на посту командующего. Не дожидаясь ответа, он передал командование контр-адмиралу В. К. Лукину.
ВРИО командующего В. К. Лукин исполнял обязанности до 28 июля 1917 года, когда его сменил капитан 1-го ранга А. В. Немитц, несоответствие чина должности не прибавило ему авторитета (только 21 июля (3 августа) 1917 года Временным правительством ему был присвоен чин контр-адмирала). И ВРИО и новый командующий в основном пассивно следовали за событиями. На флоте возник вакуум власти.

### Формирование Центрофлота

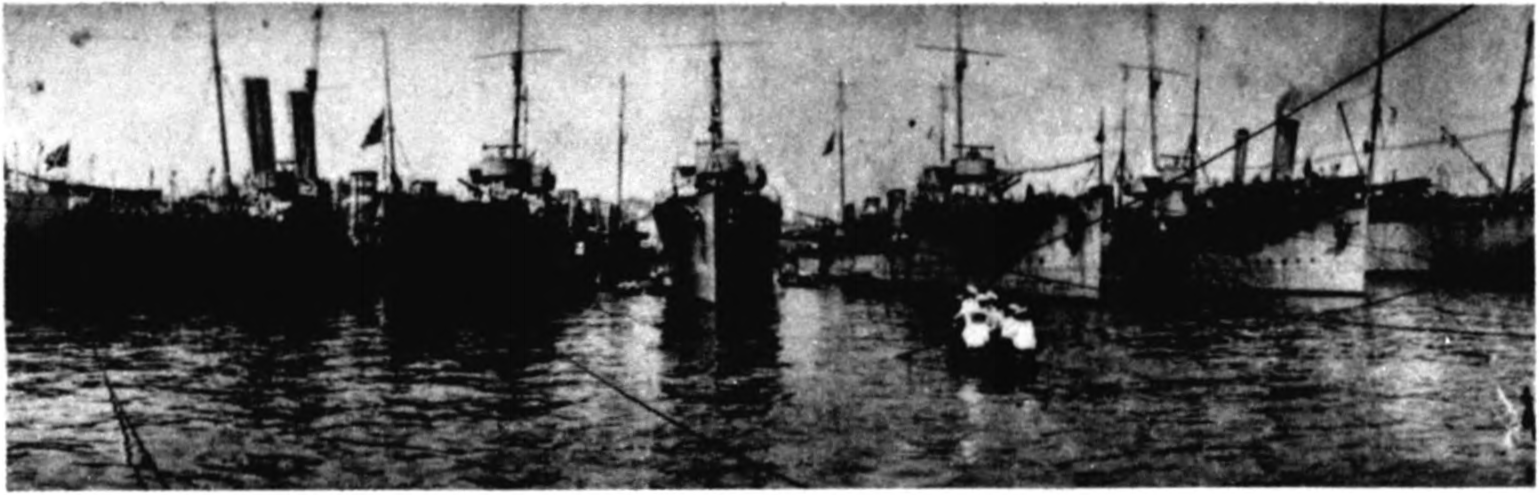
Корабли Черноморского флота в Севастополе

Решение о создании центрального комитет при штабе Черноморского флота было принято 13 (26) июля 1917 года на заседании Севастопольского Совета военных и рабочих депутатов. Устав комитета было поручено разработать военной комиссии Совета вместе представителями других портов. В начале августа 1917 года на собрании морской секции Севастопольского Совета и представителей судовых и ротных комитетов был принят проект организации Центрального комитета Черноморского флота. По сравнению с аналогичным проектом на Балтийском флоте черноморский проект имел значительно меньше прав, поэтому ЦКЧФ не мог принимать никаких действий без санкции командования.
Первое заседание ЦКЧФ прошло 30 августа (12 сентября) в Севастопольском Морском собрании. Состав ЦКЧФ состоял из 47 членов, 9 из которых были офицеры, а остальные — моряками военного и торгового флота. При этом от Севастополя было 33 представителя, от Одессы — 9, от Батуми — 3, от Новороссийска и Керчи — по одному. Первым председателем был избран матрос-анархист Ефим Шелестун, служивший на линкоре «Воля». По политическим взглядам ЦКЧФ симпатизировал эсерам и меньшевикам. При этом по ряду вопросов ЦКЧФ был куда более радикальным чем его предшественник ЦВИК, и иногда более радикальным чем Севастопольский Совет.

### Деятельность Центрофлота

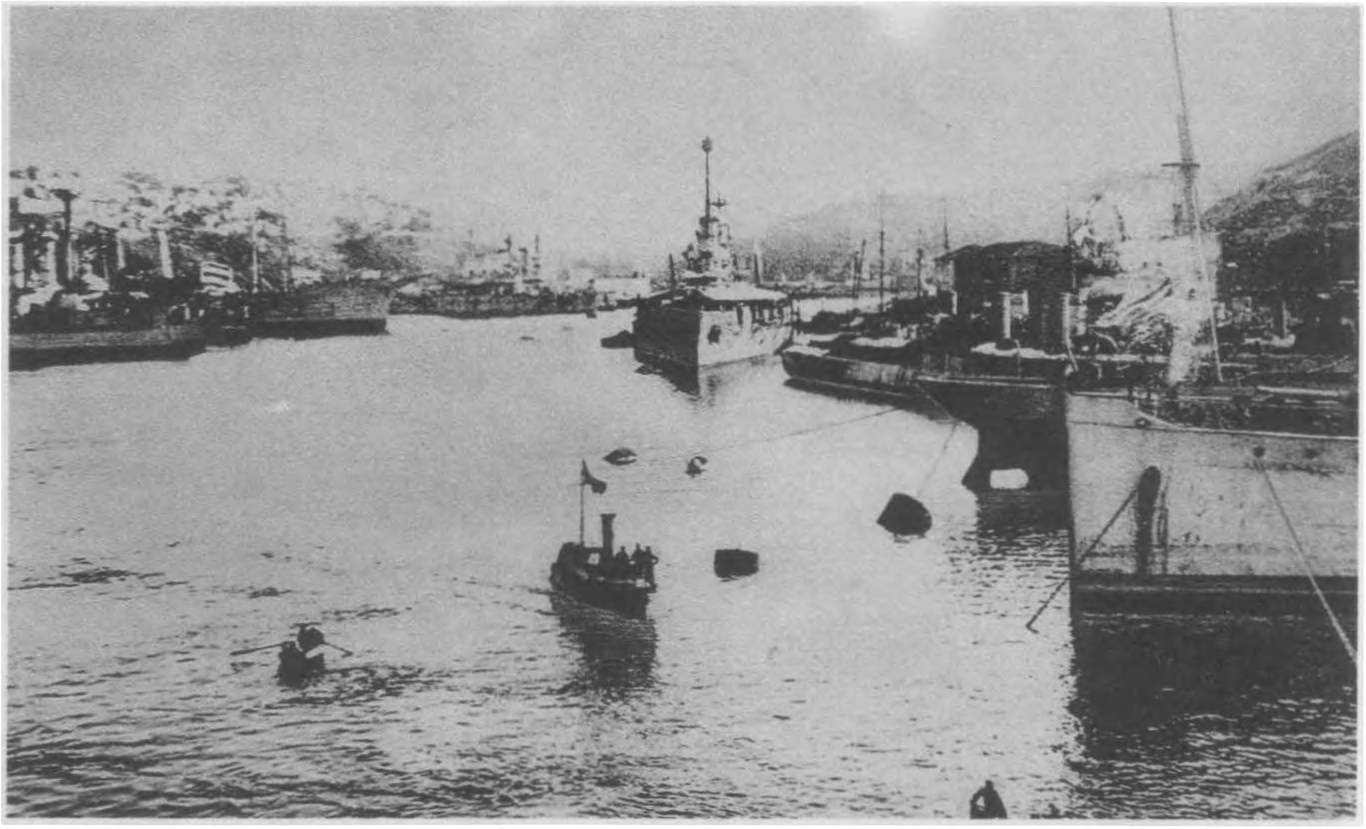
Корабли Черноморского флота а Южной бухте Севастополя в период немецкой оккупации, конец 1918 года

В сентябре 1917 года ЦКЧФ принял резолюцию против роспуска всероссийского Центрофлота Морским министерством и поддержал резолюцию Петроградского совета о передаче власти Советам. Делегатам Центрального комитета Черноморского флота на II Всероссийском съезде Советов наказывалось поддержать передачу власти Советам и до 28 октября созвать Учредительное собрание.
После прибытия комиссара Украинской Центральной рады при штабе флота капитана 2-го ранга Евграфа Акимова в Севастополь по вопросу украинизации флота, ЦКЧФ принял решение созвать комиссию для рассмотрения возможности украинизации флота.
С началом Октябрьской революции Центральный комитет Черноморского флота поддержал большевиков, а также выступил против Александра Керенского и восстановления Временного правительства.
На I Общечерноморском съезде в ноябре 1917 года была приняла линия ЦКЧФ об отправки моряков в Киев для поддержки Центральной рады, а также отряда на Дон для сопротивления силам Алексея Каледина. После начала конфликта между Советом народных комиссаров и Центральной радой, ЦКЧФ встал на сторону СНК и выступил с непризнанием украинского правительства. 18 (31) января 1918 года ЦКЧФ в телеграмме заявило Центральной раде, что её приказы выполняться на флоте не будут.

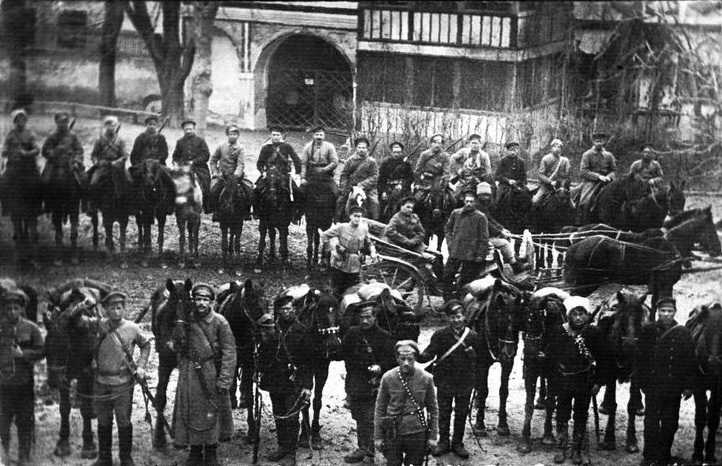
Вступление отряда Красной гвардии в Бахчисарай, январь 1918. Из фондов «Государственного центрального музея современной истории России». Центрофлот активно формировал отряды красной гвардии из моряков ЧФ против кайзеровских войск, Каледина на Дону, Директории Крымской народной республики

В ночь на 16 (29) декабря 1917 года по инициативе Центрофлота ЧФ был создан временный Военно-революционный комитет (ВРК) под председательством большевика И. Л. Сюсюкалова. Временный ВРК объявил Севастопольский Совет распущенным. Днём того же дня на объединённом заседании представителей команд и частей ЧФ, президиума исполкома Совета рабочих и военных депутатов, Центрофлота, революционных партий был избран Севастопольский военно-революционный комитет, в который вошли 18 большевиков и двое левых эсеров. 18 (31) декабря 1917 года был избран новый Севастопольский Совет под председательством большевика, балтийца Николая Пожарова. По одним данным, из 235 мест 87 досталось большевикам, левым эсерам — 86, меньшевикам и эсерам — 94. Оставшиеся места достались беспартийным депутатам, но почти все они тяготели к большевикам.
Решение взять на себя управление флотом ЦКЧФ принял 26 декабря 1917 (8 января 1918) года. Функцию штаба с того момента исполнял военный отдел ЦКЧФ. С ноября-декабря 1917 года по февраля 1918 года ЦКЧФ начал проводить демобилизацию и сокращение флота. Перед этим ЦКЧФ объявил, что будет снабжать убывающих с флота матросов оружием.
12 (25) января 1918 года Севастопольский совет, Черноморский центрофлот, Совет крестьянских депутатов, представители городского самоуправления, социалистических партий и судовых комитетов всех кораблей на совместном заседании приняли решение о создании Военно-революционного штаба для борьбы с «контрреволюцией». Как было сказано в резолюции заседания: «Севастополь не остановится ни перед какими средствами для того, чтобы довести дело революции до победного конца».
19 (28) января 1918 года ЦКЧФ приказал Черноморскому флоту приступить к выборам командного состава.
В феврале после публикации декрета Совета народных комиссаров «Социалистическое отечество в опасности!» от 21 февраля 1918 года Черноморскому Центрофлоту пришла отдельная телеграмма от члена коллегии народного комиссариата по морским делам Ф. Ф. Раскольникова, которая предписывала «искать заговорщиков среди морских офицеров и немедленно задавить эту гидру». Декрет и телеграмма упали на подготовленную почву.
Съезд был созван для обсуждения вопроса о ходе мирных переговоров с Центральными державами, принятия отчёта о деятельности Черноморского Центрофлота, проведения выборов комиссара флота и нового состава ЦКЧФ.
В феврале на II Общечерноморском съезде было принято воззвание о поддержке советской власти. Начался процесс перехода Черноморского флота на добровольный принцип комплектования. С января 1918 года по решению ЦКЧФ и Военно-революционного комитета началось создание красногвардейских отрядов, которые приняли участие в установлении советской власти. В марте-апреле 1918 года сформированные отряды моряков-черноморцев участвовали в боях против австрийских и немецких сил.
Разбирая факт бессудного насилия и массовых казней офицеров при почти бездействии ЦКЧФ II съезд вынес резолюцию, которая являлась запоздалой: 

1) Заклеймить самым энергичным образом позорное выступление, бывшее в Севастополе в течение трёх кошмарных ночей.
2) Немедленно создать комиссию из лиц собрания для установления степени виновности замешенных лиц и решить, как с ними быть… способствовать раскрытию гнусного дела, дабы этим показать пролетарию Западных государств, что Русские социалисты не палачи, подобно царским, имевшим место при кровавом Николае II.
Созданная комиссия по расследованию творившегося в Севастополе «гнусного дела» приступила к работе и уже ко 2 марта 1918 года предоставила список из 45 убитых во время «варфоломеевских ночей». О дальнейшей работе комиссии данные отсутствуют. Наказания никто не понёс, разве что не был переизбран на должность председатель Центрофлота анархист С. И. Романовский.

### Прекращение существования

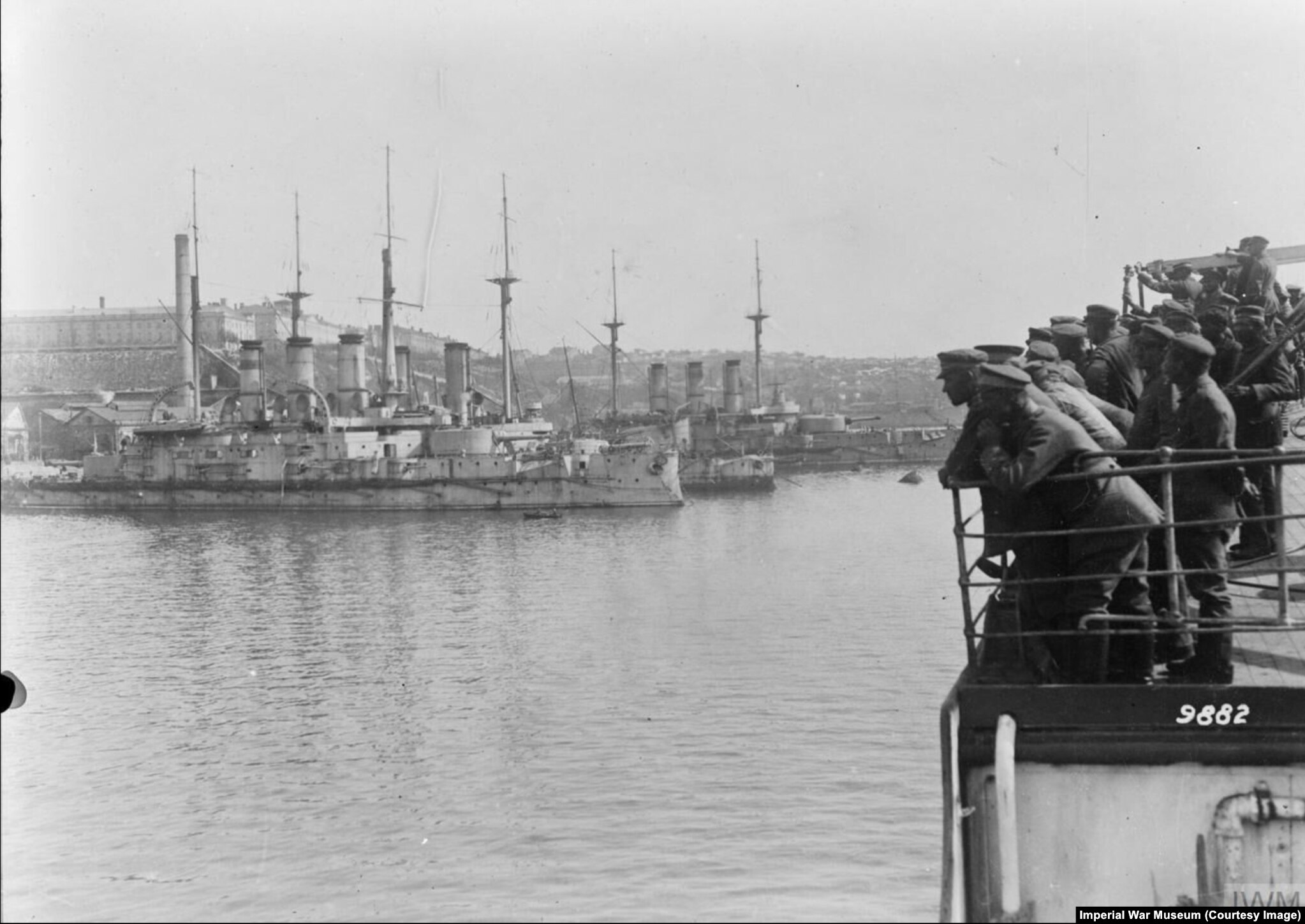
Германские войска в Севастополе. 1918 год

После подписания Брестского мира между большевиками и странами Четверного союза на Черноморском флоте осложнилась обстановка. Главный комиссар ЧФ Вильям Спиро выступал против заключения мира с Германией и отказывался выполнять решение СНК о переброски войск в Новороссийск. 22 марта 1918 года ЦКЧФ принял решение восстановить должность командующего флотом и назначил на этот пост контр-адмирала Михаила Саблина.
Ситуация усугубилась в конце марта 1918 года, когда левая коалиция из большевиков, левых эсеров и анархистов проиграла выборы в Севастопольский Совет, но отказывалась передавать власть. Противостояние перешло вооружённое столкновение. На чрезвычайном заседании ЦКЧФ объявил осадное положение в Севастополе, распустил составы старого и нового городского совета и передал власть на местах Центрофлоту «до организации Советской власти».
Авторитет большевиков весной 1918 года начал падать. 3—4 апреля 1918, в связи с истечением срока полномочий Севастопольского совета, прошли новые выборы, давшие преимущество правым эсерам и меньшевикам. Большевики пытались удержать власть, создав «революционный совет». Рабочие дружины выступили в поддержку законного эсеро-меньшевистского совета, имели место вооруженные столкновения. При посредничестве Центрального комитета Черноморского флота удалось стабилизировать обстановку, оба совета были распущены. 17 апреля 1918 года на новых выборах с ещё большим перевесом победили умеренные социалисты.
После прорыва Перекопа армией Украинской Народной Республики и вступлением немецких войск на полуостров делегаты собрания ЦКЧФ 21 апреля 1918 года заявили о готовности провести переговоры с Центральной радой о протекторате Украины над Севастополем и передачи ей флота. Тем не менее, немцы вынудили силы УНР покинуть Крыма. В этой обстановки 29-30 апреля основные силы флота вышли из Севастополя в Новороссийск, все подводные лодки при этом остались в Севастополе. 1 мая в город вошли немцы.
В мае 1918 года переговоры с немецким командованием вёл уполномоченный Центрофлота Н. И. Черниловский-Сокол, ранее капитан 1-го ранга, начальник Черноморской воздушной дивизии.
Борьба за дальнейшую судьбу Черноморского флота развернулась в июне на собраниях и митингах на судах и в Новороссийске. Часть флота приняла решение 17 июня 1918 года вернуться в Севастополь и передать корабли немцам. Линкор «Свободная Россия», девять эсминцев и миноносцев, а также несколько транспортов приняли решение о затоплении кораблей в районе Новороссийска. После этого Центральный комитет Черноморского флота окончательно прекратил свою деятельность.

## Председатели
- Матрос Шелестун Ефим Нестерович (анархист) — 30 августа (12 сентября) 1917 — январь 1918[5]
- Пасунько Г. П. (левый эсер) — январь 1918[5]
- Унтер-офицер броненосца Пантелеймон Романовский С. И. (анархист) — январь — 26 февраля 1918[5]
- Мичман военного времени Кнорус С. С.  (левый, в других источниках украинский эсер[источник?]) — 27 февраля — 30 апреля 1918[5]. Избран на II Общечерноморском съезде.

## Оценки
В работах историков первой 20 века Центрофлот получил полярные оценки. Авторы эмиграции, а после развала СССР и историки антикоммунистической направления, характеризовали его как радикальный, идущий на поводу у уличной анархии, потворствующий террору. С другой стороны, советская историография, начиная с первой работы Л. И. Ремпеля и до официальной истории ЧФ всегда клеймила Центрофлот и Севастопольский совет как эсеровский, меньшевистский, оппортунистский, затягивающий действия и устраняющийся от руководства. Можно сделать выводы, что Центрофлот ЧФ придерживаясь революционно-демократической позиции в своём составе и действиях отражал реальный спектр политических взглядов моряков Черноморского флота. Большевик Ю. П. Гавен нещадно его критикуя, однако пишет: «беспартийный Центрофлот», всегда находившийся во власти настроения матросской массы". В условиях радикализации сторон и скатывания к Гражданской войне руководить флотом как целым он в такой ситуации оказался не способен. В итоге Черноморский флот к зиме 1917—1918 годов перестал существовать как боевая единица, а в 1918 и 1919 годах действиями немецких, а позднее англо-французских интервентов был утерян физически.